# 8204 Такабатаке
8204 Такабатаке (8204 Takabatake) — астероїд головного поясу, відкритий 8 квітня 1994 року.
Тіссеранів параметр щодо Юпітера — 3,212.
Названо на честь Такабатаке (яп. たかばたけ(高畠) такабатаке).